# Svartkontrakt
Svartkontrakt är ett hyreskontrakt som har överlåtits på ett otillåtet sätt. 
Vanligen sker detta genom ett s.k. skenbyte, dvs att personerna utnyttjar bostadshyresgästens rätt att byta sin lägenhet enligt 12:35 hyreslagen och då en av hyresgästerna lägger pengar emellan.
Tidigare har det även varit möjligt att byta en bostadshyresrätt mot en bostadsrätt eller fast egendom, och då ha möjlighet att betala en lägre köpeskilling. I detta fall har det dock skett en förändring i hyresnämndens praxis, och det är ej längre möjligt.  
Det förekommer även att fastighetsägare säljer hyreskontrakten till sina lägenheter. 
En bostadshyresrätt får aldrig ha ett värde enligt 12:65 JB och den som upplåter en bostadshyresrätt mot betalning kan dömas till böter eller fängelse (se Brott mot 12 kap 65 § jordabalken). Den som ställt upp det olagliga villkoret måste ge tillbaka det han tagit emot. Den som har betalat för får dock behålla sitt kontrakt. 
För mer info se Grauers Nyttjanderätt